# Liczba masowa
Liczba masowa (A) – wartość opisująca liczbę nukleonów (czyli protonów i neutronów) w jądrze atomu (nuklidzie) danego izotopu danego pierwiastka. Liczby masowej nie należy mylić z masą atomową pierwiastka, która wyznaczana jest metodami chemicznymi, ani też z masą pojedynczego jądra. 
Różnice tych wartości wynikają z:
- istnienia izotopów;
- deficytu masy jądra;
- dodatkowego udziału elektronów w masie atomowej.

Liczbę masową izotopów podaje się w górnym, lewym indeksie symbolu pierwiastka.
Np. symbol 12C oznacza izotop węgla mający 12 nukleonów w jądrze (6 neutronów i 6 protonów), zaś izotop 13C ma 13 nukleonów – 6 protonów i 7 neutronów. Stosowany bywa też zapis, w którym podaje się zarówno liczbę masową, jak i liczbę atomową. Ma on postać:
AZX
gdzie A – liczba masowa, Z – liczba atomowa, X – symbol pierwiastka, np. 
42He – izotop helu o liczbie masowej A = 4 zawiera 4 nukleony: 2 protony (Z = 2) i 2 neutrony
32He – izotop helu o liczbie masowej A = 3 zawiera 3 nukleony: 2 protony (Z = 2) i 1 neutron.
Atomy mające tę samą liczbę masową, ale różną liczbę protonów, nazywa się izobarami, np. 146C i 147N.